# Steve Leahy
Stephen David Leahy (sinh ngày 23 tháng 9 năm 1959 ở Battersea) là một cựu cầu thủ bóng đá người Anh thi đấu ở Football League, ở vị trí tiền đạo. Ông bắt đầu sự nghiệp tại Crystal Palace nằm trong đội trẻ vô địch Cúp FA Trẻ năm 1977. Ông kí hợp đồng chuyên nghiệp vào tháng 10 năm 1976 nhưng cơ hội ở đội một hạn chế và vào tháng 4 năm 1982 sau chỉ 4 trận ông chuyển đến Dartford.